# Duets (Frank Sinatra)
Duets è un album di Frank Sinatra pubblicato nel 1993. Contiene una raccolta di classici in duetto con grandi star, come Bono Vox, Luther Vandross e Liza Minnelli e raggiunse la seconda posizione nella classifica Billboard 200 ed in Australia, la terza in Nuova Zelanda, la quinta nella Official Albums Chart, la settima in Svezia e l'ottava in Austria vincendo sette Dischi di platino.
Ad esso segue Duets II, un'altra raccolta di canzoni famose in duetto con Chrissie Hynde, Frank Sinatra Jr. e altri.

## Tracce
1. The Lady Is a Tramp duetto con Luther Vandross- 3:24
2. What Now My Love duetto con Aretha Franklin- 3:15
3. I've Got A Crush On You duetto con Barbra Streisand- 3:23
4. Summer Wind duetto con Julio Iglesias- 2:32
5. Come Rain or Come Shine duetto con Gloria Estefan- 4:04
6. Theme from New York, New York duetto con Tony Bennett- 3:30
7. They Can't Take That Away from Me duetto con Natalie Cole-  3:11
8. You Make Me Feel So Young duetto con Charles Aznavour- 3:05
9. Guess I'll Hang My Tears Out to Dry duetto con Carly Simon- 3:57
10. I've Got the World on a String duetto con Liza Minnelli- 2:18
11. Witchcraft duetto con Anita Baker- 3:22
12. I've Got You Under My Skin duetto con Bono Vox- 3:32
13. All The Way/One For My Baby duetto con Kenny G - 6:03

## Formazione
- Frank Sinatra - cantante
- Patrick Williams - direttore d'orchestra